# Châu thổ sông Volga
Đồng bằng sông Volga là vùng đồng bằng sông lớn nhất ở châu Âu, sông chảy vào biển Caspi ở Nga, về phía đông bắc của Cộng hoà Kalmykia. Đồng bằng sông thuộc đồng bằng sông, vùng Viễn Đông nằm ở Kazakhstan. Đồng bằng sông chảy vào biển Caspian cự ly khoảng 60 km hạ nguồn từ thành phố Astrakhan